# Alpaida sandrei
Alpaida sandrei là một loài nhện trong họ Araneidae.
Loài này thuộc chi Alpaida. Alpaida sandrei được Eugène Simon miêu tả năm 1895.